# Bromuro-antimoniuri
I bromuri-antimoniuri misti sono composti contenenti anioni di bromuro (Br−) e antimoniuro (Sb3−). Vengono considerati come composti anionici misti, all'interno della categoria dei pnictidealogenuri. Composti correlati includono cloruro-antimoniuri, ioduro-antimoniuri, cloruro-arseniuri, bromuro-arseniuri, ioduro-arseniuri, cloruro-fosfuri, bromuro-fosfuri e ioduro-fosfuri. Non fanno parte di questa classe, invece ad esempio i bromoantimonati che hanno l'antimonio in stati di ossidazione positivi.
L'antimonio può assumere stato di ossidazione -1 o -2 a seconda dei legami che istituisce con gli atomi vicini e, soprattutto, in base al numero di legami con altri atomi di antimonio.
Molti di questi composti sono clatrati, ovvero hanno due strutture compenetranti l'un l'altra che sono solo debolmente legate tra di loro da forze di van der Waals.

## Elenco
| formula                | sistema     | gruppo spaziale | dimensioni della cella unitaria Å                                      | volume  | densità | altre caratteristiche       | Rif         |
| ---------------------- | ----------- | --------------- | ---------------------------------------------------------------------- | ------- | ------- | --------------------------- | ----------- |
| Ge38Sb8Br8             | cubico      | P43n            | a=10,7893                                                              | 756,5   |         | clatrato                    | [ 3 ]       |
| Cd2SbBr2               | monoclino   | P21             | a=8.244 b=9.920 c=8.492 β=116.80                                       |         |         | Contiene (Sb-Sb)4−          | [ 4 ]       |
| Hg6Sb5Br7              | cubico      | Pa3             | a =13.003 Z=4                                                          | 2198.6  | 7.165   | nero                        | [ 5 ]       |
| Hg7Sb4Br6              | cubico      | Pa3             | a = 12,9940 Z = 4                                                      |         |         | nero                        | [ 6 ] [ 7 ] |
| Hg19Sb10Br18           |             |                 |                                                                        |         |         |                             | [ 8 ]       |
| (Hg13Sb8)(ZnBr4)4      | ortorombico | Pnma            | a=27.120 b=12.965 c=14.579 Z=4                                         | 4126    | 6.637   |                             | [ 9 ]       |
| Sb2Hg3GaBr4            | ortorombico | Pnma            | a = 13,7549, b = 12,690, c = 14,7819, Z = 8                            |         |         | rosso                       | [ 10 ]      |
| [Hg6Sb4](InBr6)Br      | cubico      | Pa3             | a = 12,8542 Z=4                                                        | 2123.91 | 7.395   | rosso scuro                 | [ 11 ]      |
| Hg12Sb6(Br5,186I6,814) | triclino    | P1              | a = 7,791 b = 11,680 c = 12,404 α = 112,76° β = 99,99° γ = 102,04° Z=1 | 976,7   | 7.477   | arancia; band gap di 2,1 eV | [ 8 ]       |
| Hg3Sb2TlBr3            | ortorombico | Pbcm            | a = 6.610, b = 13.112 c = 13.071                                       |         |         | nero                        | [ 12 ]      |
| Hg6Sb4BiBr7            | cubico      | Pa3             | a =12,998 Z=4                                                          | 2196,0  | 7.437   | nero                        | [ 5 ]       |